# Хайме Кастрільйон
Хайме Альберто Кастрільйон Васкес (ісп. Jaime Alberto Castrillón Vásquez; нар. 5 квітня 1983, Пуерто-Наре, Колумбія) — колумбійський футболіст, півзахисник. Виступав за збірну Колумбії.

## Клубна кар'єра
Випускник футбольної академії клубу «Індепендьєнте Медельїн». У 2002 році він дебютував за команду в Кубку Мустанга. У своєму першому сезоні Хайме завоював місце в основному складі команди і допоміг їй виграти чемпіонат Колумбії. У 2004 році він повторив це досягнення, привівши «Індепендьєнте» до золотих медалей Апертури 2004.
У 2009 році Кастрільйон перейшов в китайський «Шанхай Шеньсінь» на правах оренди. У 2010 році також на правах оренди виступав за «Онсе Кальдас». 1 лютого в поєдинку проти «Реал Картахена» він дебютував за нову команду. 18 лютого в поєдинку проти «Ла Екідада» Хайме забив свій перший м'яч. З «Онсе Кальдас» Кастрільйон виграв чемпіонат Колумбії втретє, а також допоміг команді вийти з групи у розіграші Кубка Лібертадорес, забивши два голи у ворота «Монтеррея» і «Насьйоналя». В «Індепендьєнте» Кастрільйон провів 9 років, за які він взяв участь у більш ніж 300 зустрічах і забив 53 м'ячі.
25 січня 2012 року Кастрільйон підписав контракт з американським клубом «Колорадо Рапідз». 11 березня у матчі проти «Коламбус Крю» він дебютував в MLS. 19 березня в поєдинку проти «Філадельфія Юніон» Хайме забив свій перший м'яч за новий клуб.
18 листопада 2014 року підписав контракт з клубом NASL «Джексонвілл Армада», де провів наступний сезон 2015 року і покинув клуб в грудні того ж року.
Завершив кар'єру на батьківщині у клубі «Атлетіко Букараманга» у 2016 році.

## Міжнародна кар'єра
6 липня 2004 року в матчі Кубка Америки проти збірної Венесуели Кастрільйон дебютував за збірну Колумбії. Це був його єдиний матч на тому турнірі.
У 2005 році у складі національної команди він брав участь у розіграші Золотого Кубка КОНКАКАФ. 17 липня в матчі проти збірної Мексики він Хайме забив свій перший гол за збірну і допоміг команді стати бронзовим призером турніру.
У 2007 році Кастрільйон вдруге поїхав на Кубок Америки, де він забив два голи, вразивши ворота збірних Аргентини та США.

### Голи за збірну Колумбії
| #   | Дата           | Місце                                       | Противник | Рахунок | Результат | Змагання                    |
| --- | -------------- | ------------------------------------------- | --------- | ------- | --------- | --------------------------- |
| 01. | 17 липня 2005  | Релайант, Х'юстон, США                      | Мексика   | 1:0     | 2:1       | Золотий кубок КОНКАКАФ 2005 |
| 02. | 2 липня 2007   | Олімпійський стадіон Хосе Ромеро, Венесуела | Аргентина | 2:3     | 2:4       | Кубок Америки 2007          |
| 03. | 5 липня 2007   | Метрополітан де Лара, Венесуела             | США       | 1:0     | 1:0       | Кубок Америки 2007          |
| 04. | 25 червня 2011 | Дікс Спортинг, Колорадо, США                | Мексика   | 1:0     | 1:0       | Товариський матч            |

## Досягнення
Командні
 «Індепендьєнте Медельїн»
- Чемпіон Колумбії: 2002 Фіналисасьйон, Апертура 2004

 «Онсе Кальдас»
- Чемпіон Колумбії: Фіналисасьйон 2010